# 덴포
덴포(天保, てんぽう)는 일본의 연호(元号) 중 하나이다.
- 전후 : 분세이(文政) 이후 - 고카(弘化) 이전.
- 시기 : 1831년 ~ 1845년
- 천황 : 닌코 천황
- 쇼군 : 에도 막부의 도쿠가와 이에나리, 이에요시

## 개원(改元)
- 분세이 13년 12월 10일(1831년 1월 23일), 에도의 대화재와 교토의 지진 등 재난을 이유로 개원.
- 덴포 15년 12월 2일(1845년 1월 9일), 고카로 개원된다.

## 출전
『상서』의 「欽崇天道、永保天命」.
- 이 연호는 헤이안 시대 후기 1154년(닌페이 4년)에 개원할 때에도 최종 후보에 올랐던 것이다. 그러나 당시 사다이진(左大臣)이었던 후지와라 노 요리나가가 「덴포(天保)」를 파자해 "一大人只十", 즉 "따르는 신민이 고작 열 명"이라고 해석했다. 그리고 이 연호를 재수가 없다며 맹렬히 반대하는 바람에, 결국 개원 연호가 「규주」로 교체되어 버린 고사가 있다.

## 덴포 시기에 일어난 일
- 7년
  - 다케시마 사건
- 8년
  - 가이잇코쿠 소동.
  - 오시오 헤이하치로의 난.
  - 이쿠타 요로즈의 난.
  - 모리슨호 사건.
  - 도쿠가와 이에요시가 쇼군에 취임하다.
- 10년
  - 반샤의 옥
- 13년
  - 7월 : 니혼산메이엔(日本三名園, 일본 3대 정원)의 하나인 가이라쿠엔이 조성되다.
- 15년
  - 덴포레키(天保暦)로 개력되다.
- 덴포 대기근
- 오카게마이리(お蔭参り, 에도 시대에 벌어진, 이세 신궁으로의 집단적 참배 운동)가 유행.
- 조슈번에서 덴포 잇키 발생. 무라타 세이후를 등용해 번정을 개혁하다.
- 덴포 개혁

### 죽음
- 2년
  - 료칸
- 3년
  - 네즈미코조 지로키치
  - 라이 산요
- 5년
  - 미즈노 다다아키라 (향년 72세)
  - 오야마 쓰나타케
- 7년
  - 모가미 도쿠나이 (향년 82세)
  - 아이즈야 하치에몬
- 12년
  - 도쿠가와 이에나리
  - 고세키 산에이
  - 와타나베 가잔
- 13년
  - 야베 사다노리

## 서력과의 대조표
| 덴포 | 원년   | 2년    | 3년    | 4년    | 5년    | 6년    | 7년    | 8년    | 9년    | 10년   | 11년   | 12년   | 13년   | 14년   | 15년   |
| ---- | ------ | ------ | ------ | ------ | ------ | ------ | ------ | ------ | ------ | ------ | ------ | ------ | ------ | ------ | ------ |
| 서력 | 1830년 | 1831년 | 1832년 | 1833년 | 1834년 | 1835년 | 1836년 | 1837년 | 1838년 | 1839년 | 1840년 | 1841년 | 1842년 | 1843년 | 1844년 |
| 간지 | 경인   | 신묘   | 임진   | 계사   | 갑오   | 을미   | 병신   | 정유   | 무술   | 기해   | 경자   | 신축   | 임인   | 계묘   | 갑진   |

## 같이 보기
- 일본의 연호 일람
- 천보(天保) : 중국 남북조 시대의 국가 북제의 연호(550년 ~ 559년).
- 천보(天保) : 중국 남북조 시대의 국가 후량의 연호(562년 ~ 585년).

| 이전 분세이 | 일본의 연호 1830년 ~ 1844년 | 다음 고카 |